# Julian Pölsler
Julian Roman Pölsler (born 1954) (nascut el 1954) és un director de cinema, director de teatre i guionista austríac. Pölsler va néixer el la muntanya Kreuzberg sobre el poble de Sankt Lorenzen im Paltental a Estíria, Àustria. Va estudiar direcció i producció cinematogràfica a la Universitat de Música i Interpretació a Viena. També va estudiar direcció i dramatúrgia a l'Institut de Gestió cultural al Seminari Max Reinhardt, després del qual va treballar com a assistent de direcció d'Axel Corti.
L'any 1982, va començar a dirigir telefilms i òpera. Des de 2003, Pölsler ha ocupat llocs de professor al departament de dramatúrgia al Conservatori de Viena i al departament d'informàtica i mitjans de comunicació de la Universitat Tecnològica de Viena. El 2006, es va convertir en director de teatre a Klosterneuburg. Pölsler viu i treballa a Viena i Munic. El seu llargmetratge més recent Die Wand va guanyar el premi Premi del Jurat Ecumènic al Festival Internacional de Cinema de Berlín el 2012, i va ser seleccionat com a entrada austríaca per al Oscar a la millor pel·lícula de parla no anglesa als Premis Oscar de 2013.

## Filmografia
| Any  | Títol                                               | Notes                                               |
| ---- | --------------------------------------------------- | --------------------------------------------------- |
| 1991 | Sehnsüchte oder Es ist alles unheimlich leicht      | Telefilm, director i guionista                      |
| 1992 | Der Unschuldsengel                                  | Telefilm, director                                  |
| 1992 | Die Hausmeisterin                                   | Sèrie de televisió, 5 episodis, director            |
| 1993 | Tschau Tscharlie                                    | Telefilm, director                                  |
| 1993 | Wildbach                                            | Sèrie de televisió, director                        |
| 1995 | Die Kreuzfahrt                                      | Telefilm, director                                  |
| 1995 | Die Fernsehsaga – Eine steirische Fernsehgeschichte | Telefilm, director, guionista, i actor              |
| 1995 | Auf immer und ewig                                  | Sèrie de televisió, director                        |
| 1997 | München ruft                                        | Telefilm, director                                  |
| 1999 | Der Schandfleck                                     | Telefilm, director i guionista                      |
| 2000 | Wir sind da! Juden in Deutschland nach 1945         | Sèrie de televisió documental, director             |
| 2000 | Fast ein Gentleman                                  | Sèrie de televisió, 1 episodi, director             |
| 2000 | Zärtliche Sterne                                    | Telefilm, director                                  |
| 2000 | Polt muss weinen                                    | Telefilm, director i guionista                      |
| 2001 | Sommer und Bolten: Gute Ärzte, keine Engel          | Sèrie de televisió, director                        |
| 2001 | Blumen für Polt                                     | Telefilm, director i guionista                      |
| 2003 | Himmel Polt und Hölle                               | Telefilm, director i guionista                      |
| 2003 | Polterabend                                         | Telefilm, director i guionista                      |
| 2005 | Daniel Käfer – Die Villen der Frau Hürsch           | Telefilm, director i guionista                      |
| 2008 | Daniel Käfer – Die Schattenuhr                      | Telefilm, director i guionista                      |
| 2009 | Geliebter Johann Geliebte Ann}                      | Telefilm, director i guionista                      |
| 2012 | Die Wand                                            | Director i guionista                                |
| 2013 | Universum History                                   | Sèrie de televisió, 1 episodi, director i guionista |
| 2013 | Bella Block                                         | Sèrie de televisió, 2 episodis, director            |